# Diego Gracián de Alderete
Diego Gracián de Alderete (Valladolid, 1510 – 1600) fue un humanista español.
Discípulo de Juan Luis Vives en Lovaina, fue traductor de Plutarco (1542), de Jenofonte y de Tucídides, e intérprete del emperador Carlos V. Tuvo varios hijos que fueron importantes humanistas y escritores, como Lucas Gracián Dantisco o Jerónimo Gracián, por ejemplo.
- Datos: Q3027393
- Multimedia: Diego Gracián de Alderete / Q3027393
- Textos: Autor:Diego Gracián de Alderete